# João Tordo
João Tordo (Lisbona, 28 agosto 1975) è uno scrittore, giornalista e sceneggiatore portoghese.

## Biografia
Figlio del cantante Fernando Tordo e di Isabella Branco, si è diplomato al Liceo ginnasio Pedro Nunes della capitale, iscrivendosi poi alla facoltà di Filosofia della Nuova Università di Lisbona. Dal 1999 al 2002 ha vissuto a Londra, dove ha studiato giornalismo e scritto per testate quali The Independent. Nel 2002 si è perfezionato in Scrittura creativa al City College di New York.
Ha esordito in letteratura nel 2004 con il romanzo O Livro dos Homens Sem Luz, affermandosi però con As Três Vidas (2008), una storia di spionaggio che l'anno successivo gli ha valso il prestigioso Prémio Literário José Saramago.
Ha all'attivo cinque antologie di racconti e dodici romanzi, pubblicati in Brasile, Francia, Italia, Germania e Ungheria, fra i quali spiccano Il buon inverno (2010), che vede fra i protagonisti lo scrittore italiano Vincenzo Latronico, e Biografia involontaria degli amanti (2014).
Tordo è anche sceneggiatore: per RTP, l'emittente di Stato portoghese, è autore di serie quali O Segredo de Miguel Zuzarte, Os Filhos do Rock e País Irmão, mentre nel 2008 ha sceneggiato il lungometraggio Amália, a Voz do Povo, dedicato ad Amália Rodrigues.

## Opere

### Romanzi
- O Livro dos Homens Sem Luz, Temas e Debates, 2004
- Hotel Memória, Quidnovi, 2007
- As Três Vidas, Quidnovi, 2008
- O Bom Inverno, Dom Quixote, 2010
  - traduzione italiana: Il buon inverno, Cavallo di Ferro, Roma, 2011 - ISBN 9788879070935 (trad. Luca Quadrio)
- Anatomia dos Mártires, Dom Quixote, 2011
- O Ano Sabático, Dom Quixote, 2013
- Biografia involuntária dos amantes, Alfaguara, 2014
  - traduzione italiana: Biografia involontaria degli amanti, Neri Pozza Editore, Vicenza, 2018 - ISBN 9788854514959 (trad. Romana Petri)
- O luto de Elias Gro, Companhia das Letras, 2015
- O paraíso segundo Lars D., Companhia das Letras, 2015
- O deslumbre de Cecília Fluss, Companhia das Letras, 2017
- Ensina-me a Voar Sobre os Telhados, Companhia das Letras, 2018
- A Mulher que Correu atrás do Vento, Companhia das Letras, 2019

### Racconti
- Contos de Vampiros, Porto Editora, 2009
- Dez Histórias Para Ser Feliz, Dom Quixote, 2009
- Um Natal Assim, Quidnovi, 2008
- Contos de Terror do Homem Peixe, Chimpanzé Intelectual, 2007
- O Homem Que Desenhava na Cabeça dos Outros, Oficina do Livro, 2006

## Premi e riconoscimenti
- Prémio Jovens Criadores (2001)
- Prémio Literário José Saramago (2009)